# Huang Chia-hsin
Huang Chia-hsin (chinesisch 黃嘉欣, * 7. Juli 1984) ist eine taiwanische Badmintonspielerin.

## Karriere
Huang Chia-hsin nahm 2005 an der Weltmeisterschaft teil und wurde 17. im Dameneinzel. Im Folgejahr gewann sie Bronze bei der Weltmeisterschaft der Studenten. Bei den Australian Open 2007 wurde sie Neunte. Im darauf folgenden Jahr belegte sie bei der Asienmeisterschaft Platz 17. Dort hatte sie 2001 bereits den neunten Platz erkämpft.

## Sportliche Erfolge
| Saison | Veranstaltung                     | Disziplin   | Platz | Name                               |
| ------ | --------------------------------- | ----------- | ----- | ---------------------------------- |
| 2001   | Asienmeisterschaft                | Mixed       | 9     | Huang Shih-chung / Huang Chia-hsin |
| 2005   | Weltmeisterschaft                 | Dameneinzel | 17    | Huang Chia-hsin                    |
| 2006   | Weltmeisterschaften der Studenten | Dameneinzel | 3     | Huang Chia-hsin                    |
| 2007   | Australian Open                   | Dameneinzel | 9     | Huang Chia-hsin                    |
| 2008   | Asienmeisterschaft                | Dameneinzel | 17    | Huang Chia-hsin                    |